# Rajdowe Samochodowe Mistrzostwa Polski 1957
Ten artykuł dotyczy sezonu 1957 Rajdowych Samochodowych Mistrzostw Polski. W tym roku samochody startujące w RSMP podzielone były na dwie kategorie:
- I – turystyczna normalna (bez przeróbek),
- II – turystyczna specjalna (z przeróbkami).

Samochody obu kategorii podzielone były na klasy:
- Klasa VIII – do 2600 cm³,
- Klasa VII – do 2000 cm³,
- Klasa VI – do 1600 cm³,
- Klasa V – do 1300 cm³,
- Klasa IV – do 1000 cm³,
- Klasa III – do 750 cm³.

## Kalendarz[1]
| Runda | Data           | Nazwa rajdu                                     | Raport |
| 1     | 11–12 maja     | 2. Łódzki Raid Samochodowy                      | Wyniki |
| 2     | 6–7 lipca      | 1. Raid Dolnośląski                             | Wyniki |
| 3     | 12–17 sierpnia | 18. Ogólnopolski Raid Samochodowy               | Wyniki |
| 4     | 7–8 września   | 7. Ogólnopolski Górski Raid Samochodowy w Wiśle | Wyniki |

## Klasyfikacja generalna kierowców[2]
Punkty do RSMP przyznawano za 6 pierwszych miejsc według systemu 8-6-4-3-2-1. Do końcowej klasyfikacji sezonu zaliczano zawodnikom 3 najlepsze wyniki. Wyniki pierwszych trzech kierowców w swojej klasie:
| Miejsce                                    | Kierowca               | Samochód                    | Pkt |
| Kategoria turystyczna specjalna, klasa VII |                        |                             |     |
| 1                                          | Walerian Waryszewski   | BMW 328; BMW 327            | 24  |
| 2                                          | Jerzy Zaczeniuk        | SAM-Citroën                 | 12  |
| 3                                          | Michał Nahorski        | Triumph TR2                 | 12  |
| Kategoria turystyczna specjalna, klasa V   |                        |                             |     |
| 1                                          | Kazimierz Osiński      | Simca 8                     | 24  |
| 2                                          | Aleksander Sobański    | Simca 8; Fiat 1100          | 15  |
| 3                                          | Zygmunt Filus          | Skoda                       | 14  |
| Kategoria turystyczna specjalna, klasa III |                        |                             |     |
| 1                                          | Stanisław Wierzba      | Syrena                      | 22  |
| 2                                          | Marek Varisella        | DKW F8                      | 20  |
| 3                                          | Marian Zatoń           | Syrena                      | 16  |
| Kategoria turystyczna normalna, klasa IX   |                        |                             |     |
| 1                                          | Ksawery Frank          | Ford V8, Ford Custom        | 24  |
| 2                                          | Konstanty Krajewski    | Warszawa M 20, Fiat 1100    | 16  |
| 3                                          | Jerzy Lewandowski      | Chevrolet, Plymouth         | 10  |
| Kategoria turystyczna normalna, klasa VIII |                        |                             |     |
| 1                                          | Mieczysław Sochacki    | Warszawa M 20               | 22  |
| 2                                          | Tadeusz Dubas          | Warszawa M 20               | 13  |
| 3                                          | Mieczysław Snigurowicz | Pobieda M 20, Warszawa M 20 | 12  |
| Kategoria turystyczna normalna, klasa VII  |                        |                             |     |
| 1                                          | Antoni Weiner          | Citroen BL 11               | 22  |
| 2                                          | Władysław Paszkowski   | Opel Olympia                | 20  |
| 3                                          | Michał Bieder          | Citroen BL 11               | 12  |
| Kategoria turystyczna normalna, klasa VI   |                        |                             |     |
| 1                                          | Władysław Paszkowski   | Opel Olympia                | 8   |
| 2                                          | Maria Szmechta         | Mercedes-Benz 170 V         | 6   |
| 3                                          | Władysław Olszak       | Opel Olympia                | 4   |
| Kategoria turystyczna normalna, klasa V    |                        |                             |     |
| 1                                          | Henryk Olszewski       | Skoda 1100                  | 22  |
| 2                                          | Andrzej Dąbrowski      | Simca 8                     | 16  |
| 3                                          | Sobiesław Zasada       | Simca Aronde                | 12  |
| Kategoria turystyczna normalna, klasa IV   |                        |                             |     |
| 1                                          | Zbigniew Pawlak        | Wartburg                    | 18  |
| 2                                          | Stanisław Cencora      | Wartburg                    | 16  |
| 3                                          | Kazimierz Maziarski    | IFA F9                      | 11  |
| Kategoria turystyczna normalna, klasa III  |                        |                             |     |
| 1                                          | Adam Wędrychowski      | Zwickau P 70, Fiat 600      | 24  |
| 2                                          | Jerzy Opiela           | DKW F8, Renault 4CV         | 20  |
| 3                                          | Renata Jonderko        | DKW, IFA F9                 | 12  |